# Cantabroniscus primitivus
Cantabroniscus primitivus es una especie de crustáceo isópodo terrestre de la familia Trichoniscidae.

## Distribución geográfica
Son endémicos del norte de la España peninsular.